# Lucia Migliaccio
Lucia Migliaccio, 12ª Duquesa de Floridia (Siracusa, 19 de julho de 1770 – Nápoles, 26 de abril de 1826) foi a segunda esposa do rei Fernando I das Duas Sicílias. O casamento deles foi morganático e Lucia nunca foi rainha consorte. Ela era filha de Vincenzo Migliaccio, 8º Duque de Floridia e Doroteia Borgia.

## Família
Lucia era filha de Vincente Migliaccio e de Doreteia Borgia. A sua mãe era espanhola. Lucia teve vários filhos, incluindo Lucia Borbone que se casou com Salvatore Sagnelli. Ambos se encontram sepultados em Maddaloni, perto de Caserta.

## Casamentos
O primeiro casamento de Lucia foi com Benedetto III Grifeo, Príncipe de Partanna, na Sicília.

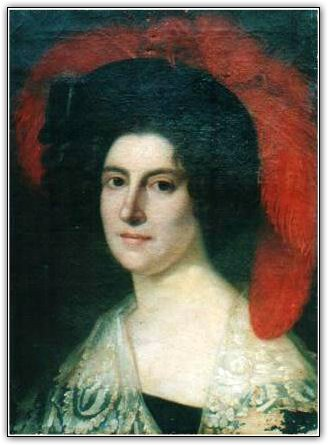
Lucia Migliaccio.

A 27 de novembro de 1814, Lucia casou-se com o rei Fernando I das Duas Sicílias, também conhecido como Fernando III da Sicília, em Palermo. A noiva tinha quarenta-e-dois anos e o noivo tinha sessenta-e-três. O seu casamento causou grande escândalo, uma vez que se realizou apenas três meses após a morte da rainha Maria Carolina, primeira esposa do rei. As regras de protocolo exigiam pelo menos um ano de luto. Na altura do seu segundo casamento, Fernando já tinha praticamente abdicado do seu poder, delegando-o ao seu filho mais velho, o príncipe Francisco, que actuava como seu regente em quase todas as situações. Acredita-se que terá sido a sua viúva, Maria Carolina, a exercer realmente o poder durante o seu reinado. Lucia, pelo contrário, tinha pouca influência na governação e interessava-se pouco por política.
Depois de perder o trono por duas vezes, Fernando voltou a reinar no Reino de Nápoles após a sua vitória na Batalha de Tolentino (3 de Maio de 1815) contra o seu monarca rival, Joaquim Murat. A 8 de Dezembro de 1816, juntou os tronos da Sicília e de Nápoles, criando o Reino das Duas Sicílias, continuando Francisco e cumprir o papel de regente.
Fernando reinou até a sua morte, a 4 de Janeiro de 1825. Lucia viveu apenas mais um ano e três meses após a morte do marido.